# Julie d'Aubigny
Julie (o Julia) d'Aubigny, meglio conosciuta come Mademoiselle Maupin o La Maupin (1670 – 1707), è stata un mezzosoprano francese, attiva all'Opéra di Parigi a cavallo tra il XVII e il XVIII secolo, rimasta nella leggenda per le sue doti di spadaccina, per la spregiudicatezza sessuale e per la vita avventurosa.
Le vicende della sua esistenza sono state oggetto di pettegolezzi e storie colorite nel suo tempo, e hanno ispirato successivamente romanzi e racconti. Théophile Gautier si è liberamente ispirato a Julie d'Aubigny per il personaggio di Madeleine de Maupin dell'omonimo romanzo Mademoiselle de Maupin (1835).

## Infanzia
Julie d'Aubigny nacque nel 1670 nella famiglia di Gaston d'Aubigny che era segretario di Luigi di Lorena-Guisa, conte d'Armagnac, che aveva l'incarico prestigioso di Grand Écuyer alla corte di Luigi XIV. Suo padre la istruì nella danza, a leggere e scrivere, nel disegno e nella scherma, forse per autodifesa. Durante la sua adolescenza divenne un'amante del conte d'Armagnac e attraverso di lui fu introdotta a corte. Il conte l'aveva fatta sposare al signore de Maupin di Saint-Germain-en-Laye. Quando, poco dopo, la relazione ebbe fine, il marito ricevette una posizione amministrativa nel sud della Francia, ma lei decise di non seguirlo.

## Reputazione e carriera
A Parigi cominciò ad utilizzare il nome di Mademoiselle Maupin. Nel 1690 l'Opéra di Parigi assunse inizialmente Thévenard, suo amante, invece di lei; tuttavia, stringendo amicizia con il vecchio cantante Bouvard, artista dell'Opéra, riuscì anch'ella a farsi assumere all'Opéra attraverso Jean-Nicolas de Francine (1662–1735), genero di Lully e direttore del teatro, debuttando nel ruolo di Pallade Atena in una ripresa del Cadmus et Hermione del compositore fiorentino, nel dicembre dello stesso anno.
Grazie sia alla sua bella voce di contralto che alla sua stravaganza, divenne molto popolare tra il pubblico. Il rapporto con i suoi colleghi attori ed attrici fu tempestoso. Inizialmente si innamorò di Marthe Le Rochois, a quel tempo stella dell'Opéra. Ciò la coinvolse in liti e persino duelli con gli altri membri della troupe. Si innamorò anche di Fanchon Moreau (1668-dopo 1743), un'altra cantante dell'Opéra che era anche l'amante del Gran Delfino, tentando il suicidio quando lei la respinse.
Da un lato divenne una duellante professionista. Quando combatté contro tre nobiluomini durante un ballo a corte intorno al 1693, finì in conflitto con la legge del re, che vietava i duelli a Parigi. Fuggì a Bruxelles per aspettare che la situazione si calmasse.
Secondo la leggenda fu per breve tempo una maestra e amante di Massimiliano Emanuele, Elettore di Baviera.
Secondo la storia documentata del teatro apparve all'Opéra du Quai au Foin di Bruxelles dal novembre 1697 al luglio 1698, dopodiché ritornò all'Opéra di Parigi, dove rimpiazzò Marthe Le Rochois al momento del suo ritiro dalle scene alla fine dello stesso anno. Sino al 1705 La Maupin cantò sia in riprese delle tragédies lyriques di Lully, sia in opere nuove dei compositori allora sulla cresta dell'onda, tra cui Pascal Collasse (1649-1709), André Cardinal Destouches (1672-1749) e André Campra. Nel 1702, quest'ultimo compose per lei la parte di Clorinde nel Tancrède, parte che, secondo la tradizione, viene indicata come la prima per bas-dessus (contralto o, più precisamente, mezzosoprano) nella storia dell'opera francese, anche se, per la verità, non scende mai sotto il re3 ed è scritta in chiave di soprano. Comparve per l'ultima volta in palcoscenico ne La Vénitienne di Michel de La Barre nel 1705.
Dopo essersi ritirata dalla lirica e dopo la morte del marito con cui si era alla fine riconciliata, la Maupin entrò in un convento in Provenza, dove morì nel 1707.

## Personaggi creati all'Opéra
Questo è l'elenco dei personaggi originali creati dalla Maupin, secondo Spire Pitou:
- Una maga in Didon di Henri Desmarets (1693)
- Cérès in Les Saisons di Pascal Collasse e Louis o Jean-Baptiste Lully (1695)[6]
- Cybele in Marthésie, reine des Amazones di André Cardinal Destouches (1699)[7]
- Vénus e Camaspe in Le Triomphe des arts di Michel de La Barre (1700)
- L'Aurora e Nérine in Canente di Pascal Collasse (1700)
- Sacerdotessa del Sole[8] e sacerdotessa di Flora nell'Hésione di André Campra (1700)
- Ninfa della Senna e Thétis nell'Aréthuse di Campra (1701)
- Una delle Grazie e Céphise nell'Omphale di Destouches (1701)
- La Francia, Ismène e sacerdotessa in Scylla di Teobaldo (o Théobalde) di Gatti (1701)[9]
- Polymnie, Iris e Vafrinna nei Fragments de M. de Lully di Campra (su musiche di Lully) (1702)
- Medée nel Médus, roi des Mèdes di François Bouvard (1702)
- Clorinde nel Tancrède di André Campra (1702)
- Pénélope nell'Ulysse di Jean-Féry Rebel (1703)
- L'Amor medico in Les Muses di Campra (1703)
- La Follia in Le Carnaval et la Folie di Destouches (1703)
- Diana nell'Iphigénie en Tauride di Campra (1704)
- La Felicità e Thétys nel Télémaque di Destouches (1704)
- Mélanie nell'Alcine di Campra (1705)[10]
- Isabelle ne La Vénitienne di La Barre (1705)